# Charles Gitonga
Charles Gitonga (* 5. Oktober 1971 in Nyeri) ist ein ehemaliger kenianischer Sprinter.
Bei den Weltmeisterschaften 1991 in Tokio schied er über 400 Meter im Vorlauf aus. Über dieselbe Distanz siegte er bei den Commonwealth Games 1994 in Victoria.
Jeweils das Viertelfinale erreichte er bei den Weltmeisterschaften 1995 in Göteborg über 200 Meter und bei den Olympischen Spielen 1996 in Atlanta über 400 Meter.

## Bestzeiten
- 200 m: 20,63 s, 1. Juli 1995, Nairobi
- 400 m: 44,20 s, 29. Juni 1996, Nairobi
  - Halle: 45,98 s, 19. Februar 1995, Liévin